# Hysiella nigricornis
Hysiella nigricornis är en insektsart som först beskrevs av Carl Stål 1875.  Hysiella nigricornis ingår i släktet Hysiella och familjen gräshoppor. Inga underarter finns listade i Catalogue of Life.